# Diletta D'Andrea
Pour les articles homonymes, voir D'Andrea.
Diletta D'Andrea, née le 8 février 1942 à Rome et morte dans la même ville le 18 août 2024, est une actrice italienne active de 1957 à 1964.

## Biographie
Diletta D'Andrea débute en 1957 dans le film  Madame, le Comte, la Bonne et moi aux côtés d'Alberto Sordi et Vittorio De Sica.
Elle rencontre le réalisateur Luciano Salce, en 1962, qu'elle épouse et avec lequel elle a un fils, Emanuele (it) en 1966, acteur et réalisateur. Elle divorce de Luciano Salce en 1969.
Elle est surtout connue pour être la dernière épouse de Vittorio Gassman qu'elle épouse à Velletri, le 6 décembre 1970 à l'âge de 26 ans , et dont elle est veuve en juin 2000. Avec Gassman, elle a un fils Jacopo, réalisateur, né le 26 juin 1980.
En 1979, elle joue son propre personnage dans le film documentaire de Vittorio et Alessandro Gassmann, Portrait de Vittorio Gassman, réalisé pour la télévision, ainsi que, en 1982, dans Di padre in figlio. Elle a beaucoup joué au théâtre en compagnie de Vittorio Gassman.
Diletta D'Andrea meurt à Rome le 18 août 2024, âgée de 82 ans.

## Théâtre
- O Cesare o nessuno, de Edmund Kean, avec Vittorio Gassman, Carlo Hinterman, Angela Goodwin, Franco Giacobini, Leo Gavero, Cesare Gelli, Paola Gassman, Vittorio Di Prima, Diletta D'Andrea, réalisation de Vittorio Gassman, première au théâtre la Pergola de Florence le 4 décembre 1975.

## Filmographie partielle
- 1957 : Madame, le Comte, la Bonne et moi (Il conte Max) de Giorgio Bianchi
- 1962 : Elle est terrible (La voglia matta) de Luciano Salce
- 1963 : Hercule, Samson et Ulysse (Ercole sfida Sansone) de Pietro Francisci
- 1963 : Objectif jupons (Obiettivo ragazze) de Mario Mattoli
- 1963 : Les Heures de l'amour (Le ore dell'amore) de Luciano Salce
- 1964 : Pour trois nuits d'amour (Tre notti d'amore) (épisode La moglie bambina de Franco Rossi)
- 1982 : Di padre in figlio de Vittorio Gassman et Alessandro Gassmann